# Machete Kills
Machete är en amerikansk action-thriller-exploitations film från 2013 i regi av Robert Rodriguez med Danny Trejo i huvudrollen som Machete. Det är en uppföljare till filmen Machete från 2010. Filmen hade premiär i oktober år 2013.

## Medverkande (i urval)
- Danny Trejo – Machete Cortez
- Michelle Rodriguez – Luz / Shé
- Mel Gibson – Luther Voz
- Demián Bichir – Marcos Mendez
- Charlie Sheen – President Rathcock
- Amber Heard – Blanca Vasquez / Miss San Antonio
- Sofía Vergara – Madame Desdemona
- Antonio Banderas – El Cameleóns fjärde ansikte
- Lady Gaga – El Chameleóns tredje ansikte
- Cuba Gooding, Jr. – El Cameleóns andra ansikte
- William Sadler – Sheriff Doakes
- Walton Goggins – El Cameleóns första ansikte
- Alexa Vega – KillJoy
- Vanessa Hudgens – Cereza
- Jessica Alba – Sartana Rivera
- Marko Zaror – Zaror
- Tom Savini – Osiris Amanpour
- Julio Oscar Mechoso – Chepo
- Samuel Davis – Clebourne
- Vincent Fuentes – Cabrito Cook
- Billy Blair – Billy Blair
- Felix Sabates – Doktor Felix
- Electra Avellan – Sköterskan Mona
- Elise Avellan – Sköterskan Lisa

## Om filmen
Den 10 juni 2012 meddelade Rodriguez att inspelningen för Machete Kills hade börjat. Inspelningen tog bara 29 dagar.
En tredje film är planerad, under titeln Machete Kills Again. Rodriguez har sagt att den filmen kommer att utspela sig i rymden.